# Recópolis
Recópolis je vizigotsko mesto, ki ga je leta 578 ustanovil kralj Leovigild v čast svojemu sinu in nasledniku Rekaredu. Bilo je prestolnica province Keltieberije in hkrati upravni sedež Vizigotskega kraljestva, v katerem je bival kralj. Bilo je tudi pomembno trgovsko središče, ki je trgovalo z vsem Sredozemljem.

## Lega in urbanistična zasnova mesta
Za razliko od ostalih evropskih mest Recópolis ni bil ustanovljen na temeljih zgodnejše naselbine. Razprostiral se je na približno 33 hektarjih površine. Za gradnjo mesta so izbrali enega od gričev ob reki Tajo, kar ni bilo naključje, saj se je iz tega dvignjenega območja lahko nadziralo širšo okolico mesta. Takrat je bila reka Tajo še plovna, kar je omogočilo lažje stike s središčem Vizigotskega kraljestva. Načrt mesta je sledil bizantinskemu zgledu. Obdano je bilo z obdzidjem, glede na namembnost pa je bilo razdeljeno na več območij in na zgodnji ter spodnji del mesta. V zgornjem delu so se nahajale palače in cerkev, medtem ko so v spodnjem delu mesta domovali služabniki, vojaki in ostali prebivalci.  Mesto je imelo lasten akvedukt, ki je prebivalce oskrboval s pitno vodo. Med najpomembnejši stavbami tega obdobja najdemo baziliko, ki se je ohranila do današnjih dni. 

## Zaton mesta in poznejša zgodovina
V 7. stoletju se je začel počasen, a vztrajen zaton mesta. V tem času so mesto zavzeli bereberski muslimani. Kljub temu se življenje v mestu v primerjavi s prejšnjim obdobjem pozne vladavine Vizigotov ni spremenilo. 
V 9. stoletju je bilo mesto že zapuščeno, njegovi ostanki pa so služili kot gradbeni material pri gradnji muslimanskega mesta Zorita, ki je bilo sprva zasnovano kot trdnjava, namenjena obrambi proti obleganjem Kristjanov, vendar niti to ni preprečilo ponovnega zavzetja mesta s strani Špancev, ki se je zgodilo konec 11. stoletja. Kralj Alfons X. je ukazal naselitev območja mesta s krščanskimi prebivalci Aragonskega kraljestva. Ti so na temeljih vizigotskega templja zgradili cerkev v romanskem slogu. Po dokončni zapustitvi mesta v 14. stoletju so na njenem mestu zgradili novo cerkev. 

## Arheološko najdišče
Danes je mesto aheološko najdišče. Ostanke mesta je leta 1893 odkril zgodovinar Juan Catalina García. V 20. stoletju je potekal izkop mesta, ki je edino še ohranjeno vizigotsko mesto v Španiju. Nahaja se kilometer stran od Zorite de los Canes v širši okolici mesta Guadalajare v provinci Kastilija - Manča. V mestu lahko vidimo ostanke bazilike in nekropole, pa tudi romansko cerkev s pokopališčem. Večina mesta še ni izkopanega.